# Love & Gelato
Love & Gelato è un film del 2022 diretto da Brandon Camp e tratto dal romanzo omonimo di Jenna Evans Welch.

## Trama
Per onorare la memoria di sua madre una ragazza americana si reca a Roma.
Appena arrivata nella capitale, Francesca, la migliore amica della madre e “fata madrina” della neoarrivata, dà a lei il diario segreto della mamma ai tempi della sua permanenza a Roma.
Da qui la ragazza legge la storia di sua mamma con un certo X, mai nominato per paura che Francesca leggesse il diario. 
Parallelamente Lina inizia una relazione con Alessandro, ricco ragazzo figlio di un finanziere da generazioni, che però, dopo essersi baciati, pubblica una foto con un’altra ragazza. 
Intanto la ragazza esce con Lorenzo, un aspirante chef, che porta Lina a mangiare il miglior maritozzo di Roma. 
Allo stesso tempo, Lina inizia a capire che suo padre è proprio il cugino di Francesca, e a un pranzo a casa di Lorenzo, glielo rinfaccia. Tuttavia lui nega la paternità, dicendo a lei che amava sua mamma ma non glielo ha mai confessato, perciò è per questo che si era scusato. 
X è Matteo Fossi, insegnante di fotografia della madre. 
Le vicende di Lina, Alessandro e Lorenzo continuano.

## Distribuzione
Il film è stato distribuito sulla piattaforma Netflix a partire dal 22 giugno 2022.